# Zooencyrtus
Zooencyrtus is een geslacht van vliesvleugeligen uit de familie Encyrtidae. De wetenschappelijke naam van dit geslacht is voor het eerst geldig gepubliceerd in 1915 door Girault.

## Soorten
Het geslacht Zooencyrtus omvat de volgende soorten:
- Zooencyrtus acutiventris Girault, 1915
- Zooencyrtus partipilum Girault, 1923